# Brigitte Asdonk
Brigitte Asdonk (Kamp-Lintfort, 25 de octubre de 1947) es una ex terrorista alemana, miembro fundadora del grupo terrorista Fracción del Ejército Rojo (RAF).

## Biografía
Brigitte Asdonk creció en una familia de agricultores católicos en Baja Renania. En 1967 se graduó de la escuela secundaria y comenzó a estudiar sociología en la Universidad Libre de Berlín. De 1968 a 1970 participó en la Außerparlamentarische Opposition (APO) y en la Federación Socialista Alemana de Estudiantes (SDS), en acciones y protestas contra la Guerra de Vietnam y contra las leyes de emergencia. Al mismo tiempo, Asdonk participó en el comité de empresa de Bosch y construyó allí un grupo de empresas y un grupo de aprendices.
Desde 1968, Brigitte Asdonk perteneció al entorno de Horst Mahler. En junio de 1970, participó en la fuga de prisión de Andreas Baader, compró armas de fuego con anticipación y condujo el coche de escape, y se convirtió en miembro fundadora de la Fracción del Ejército Rojo (RAF). De junio a agosto participó con Horst Mahler, Andreas Baader, Gudrun Ensslin, Ulrike Meinhof, Peter Homann y otros doce miembros de la RAF en un entrenamiento militar en un campamento de Al-Fatah en Jordania. Hasta octubre de 1970 estuvo involucrada en varios robos a bancos. Con documentos falsos, alquiló varios apartamentos conspirativos.
El 8 de octubre de 1970, fue arrestada junto con Horst Mahler, Ingrid Schubert, Monika Berberich e Irene Goergens en un apartamento en la Knesebeckstrasse 89 de Berlín Oeste. Asdonk fue sentenciada por robo bancario a doce años de prisión. El 7 de mayo de 1982, fue liberada de la custodia y desde entonces ha estado activa en la escena autónoma en Berlín. En la actualidad da conferencias sobre su tiempo en la RAF y participa en varias iniciativas antirracistas e internacionalistas.